# Frithjof Smith-Hald
Frithjof Smith-Hald (* 13. September 1846 in Kristiansand; † 11. März 1903 in Chicago) war ein norwegischer Landschaftsmaler.

## Leben

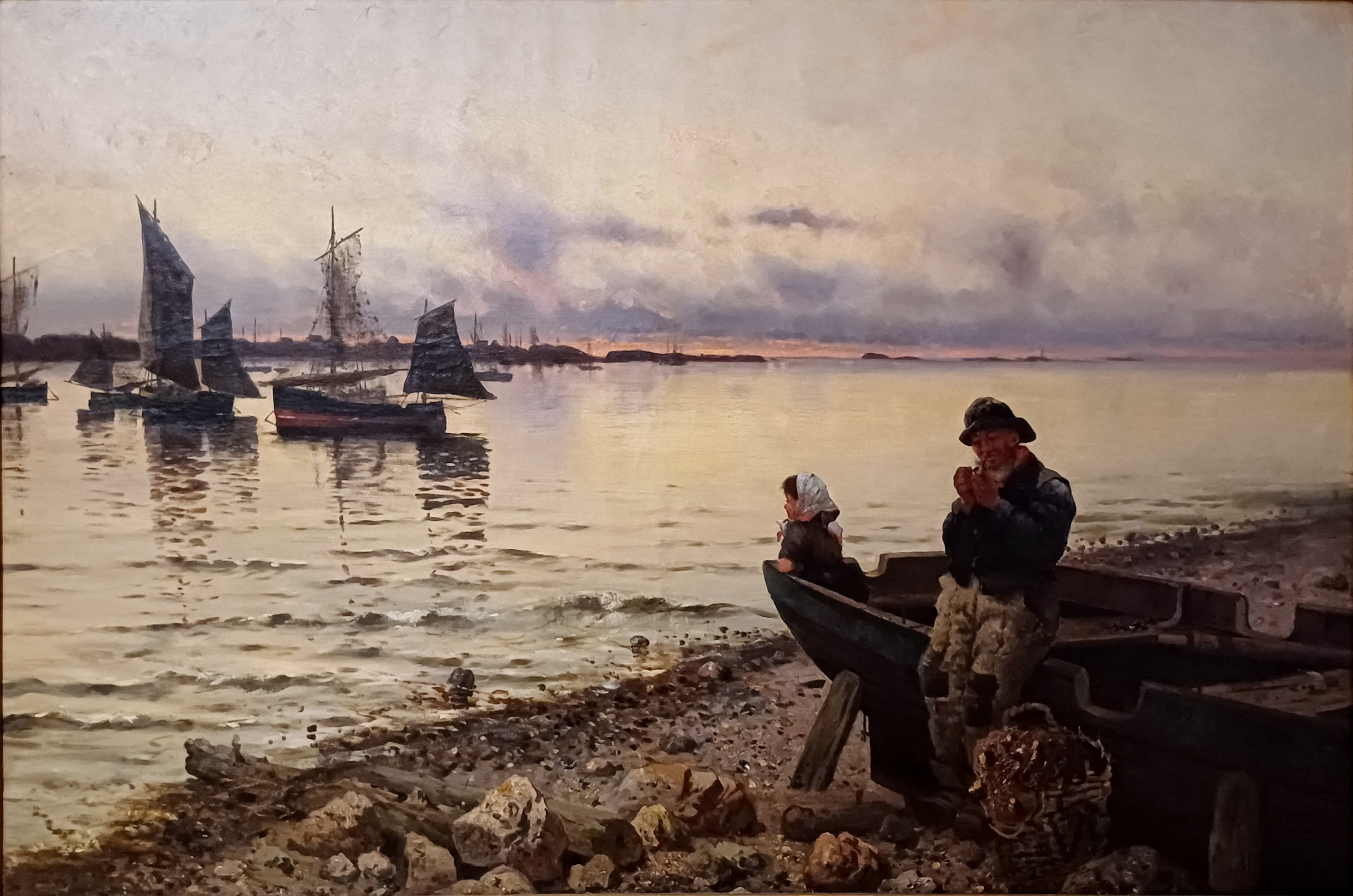
Smith-Hald: Solnedgang på havna, Museo Soumaya (Mexiko)

Smith-Hald war der Sohn von Christian Fredrik Smith und dessen Frau Karen Christine (geborene Hald). Er war zunächst Schüler von Johan Fredrik Eckersberg in Kristiania, dann ab 1871 bei Hans Gude und Wilhelm Riefstahl an der Karlsruher Akademie, von der er zur weiteren Ausbildung noch nach Düsseldorf und nach Paris wechselte. In Düsseldorf, dem Zentrum der Düsseldorfer Malerschule, als solches der Mittelpunkt einer skandinavischen Malerkolonie, lebte er von 1873 bis 1878. Dort war er von 1876 bis 1878 Mitglied des Künstlervereins Malkasten. Er lebte und arbeitete als Landschaftsmaler in Bergen (Norwegen). Viele Bilder thematisieren die Fischerei und Schifffahrt in Norwegen.
Er verstarb auf einer Ausstellungsreise in die Vereinigten Staaten an einer Lungenentzündung.
Er war seit 1876 mit Ida Østrup Dahl (1854–1944) verheiratet. Der Genremaler Björn Smith-Hald (1883–1964) war sein Sohn.

## Auszeichnungen
- Ordre des Palmes Académiques
- Sankt-Olav-Orden
- Ehrenlegion
- Orden Karls III.